# Androzeugma hapala
Androzeugma hapala är en fjärilsart som beskrevs av Louis Beethoven Prout 1913. Androzeugma hapala ingår i släktet Androzeugma och familjen mätare. Inga underarter finns listade i Catalogue of Life.